# Plazma kwarkowo-gluonowa
Plazma kwarkowo-gluonowa (QGP z ang. Quark-Gluon Plasma) – stan materii jądrowej występujący przy wysokich temperaturach i dużej gęstości materii. Jest to mieszanina quasi-swobodnych kwarków i gluonów. Materia w takim stanie występowała w początkowym okresie po Wielkim Wybuchu. Obecnie, w zderzeniach jąder atomów ciężkich pierwiastków w akceleratorach, gdy energia materii jądrowej po zderzeniu osiąga {\displaystyle T\gtrsim 170{\text{MeV}}}, obserwuje się, że materia jądrowa zachowuje się bardziej jak ciecz nadciekła niż plazmowy gaz, co jest interpretowane jako sygnał powstania stanu plazmy kwarkowo-gluonowej.

## Teoria i własności
W plazmie kwarkowo-gluonowej, stanowiącej układ kwarków i gluonów, występują oddziaływania silne, dlatego podczas jej stygnięcia powstaje tzw. gaz hadronowy, co oznacza, że kwarki i gluony przechodzą w neutralne hadrony. Spadkowi temperatury towarzyszy zwiększanie objętości plazmy.
Oddziaływania silne cechuje tzw. swoboda asymptotyczna, co oznacza, że natężenie oddziaływania silnego maleje wraz ze spadkiem odległości między kwarkami. Jeżeli kwarki są bardzo blisko siebie, to siła tego oddziaływania maleje niemal do zera i kwarki stają się niemal swobodne.
Plazma gluonowo-kwarkowa składa się z kwarków oraz z cząstek, które przenoszą oddziaływania między nimi, czyli z gluonów, fotonów, bozonów Z i bozonów W. O własnościach plazmy decydują przede wszystkim gluony. Obecność bozonów W powoduje występowanie przemiany beta, gdzie kwark dolny zmienia się w górny lub na odwrót. Jeżeli plazma miałaby być stabilna, musi być w równowadze ze względu na rozpad beta.
Plazma gluonowo-kwarkowa zawiera głównie kwarki górne i dolne, jednak do jej stabilności potrzebny jest jeszcze kwark dziwny. Pozostałe kwarki występują w znikomej ilości. Niektóre teorie sugerują, że plazma ma wyższą entropię od zwykłej materii składającej się ze znanych atomów, zatem teoretycznie byłaby możliwa spontaniczna implozja całej Ziemi do tego stanu, co nieco przypominałoby proces fuzji jądrowej. W praktyce takie zdarzenie jest jednak bardzo mało prawdopodobne.
Każdy proton, neutron i ogólnie każdy barion może być uważany za mikroskopijną "kroplę" plazmy gluonowo-kwarkowej. Odwrotnie, każdy obszar plazmy można uważać za gigantyczny barion. Hipotetyczne bariony złożone co najmniej z pięciu kwarków i zawierające kwark dziwny nazywane są dziwadełkami (ang. strangelet) i są przedmiotem intensywnych badań teoretycznych.
Plazma gluonowo-kwarkowa zachowuje się jak ciecz o zerowej lepkości, czyli nadciecz. Występuje w niej także nadprzewodnictwo koloru, czyli proces analogiczny do nadprzewodnictwa elektrycznego, gdzie zamiast ładunku elektrycznego występuje ładunek kolorowy.

## Występowanie
Próby przeprowadzane w akceleratorach z wysokoenergetycznymi jądrami mające na celu wytworzenie plazmy kwarkowo-gluonowej, mogłyby doprowadzić w mikroskali do odtworzenia warunków, jakie panowały podczas Wielkiego Wybuchu. Od ponad 10 lat eksperymenty takie prowadzone są w Europejskim Ośrodku Badań Jądrowych CERN koło Genewy. Wiązki jąder atomowych przyspieszane są tu do energii 200 GeV/nukleon w synchrotronie SPS.
W lutym 2010 roku naukowcy z Brookhaven National Laboratory pracujący przy akceleratorze RHIC wstępnie ogłosili utworzenie plazmy kwarkowo-gluonowej w temperaturze ok. 4 bilionów kelwinów. Dalsze badania w tej dziedzinie ma prowadzić instytut CERN przy pomocy akceleratora LHC.
W akceleratorze LHC jony ołowiu będą ze sobą wzajemnie zderzane przy energiach 300 krotnie większych od energii osiąganych w obecnych eksperymentach. Fizycy teoretycy przypuszczają, że takie energie będą wystarczające do stworzenia plazmy kwarkowo-gluonowej. Zakłada się, że badania, które będą przeprowadzone z wykorzystaniem budowanego obecnie detektora ALICE, pozwolą dokładnie zbadać właściwości tej plazmy, co pozwoli zweryfikować Model Standardowy.
Teoria budowy gwiazd mówi, że plazma kwarkowo-gluonowa może występować w niektórych rodzajach gwiazd – gwiazdach kwarkowych.

## Historia
W 1978 roku po raz pierwszy E. Shuryak użył nazwy – plazma kwarkowo-gluonowa (QGP), (Yad. Fiz. 28 (1978) 796).
W 1995 akceleratorze SPS przyspieszano jądra ołowiu do energii 158 GeV/nukleon i zarejestrowano zderzenia jąder w detektorze.